# Серебрянка (Бахмутський район)
Серебря́нка (Сріблянка) — село Сіверської міської громади Бахмутського району Донецької області, Україна. Відстань до райцентру становить близько 43 км і проходить автошляхом Т 0513. Село розташоване на кордоні з Луганською областю.

## Назва
Офіційно назва села значиться як Серебрянка, але багато авторитетних видань стверджують, що село має називатися Сріблянка. Єдиної версії щодо походження назви немає. Головна версія запевняє, що в 40-х роках 17 століття тут був організований видобуток срібла якимось білгородським купцем. За місцевими переказами поблизу Білої гори німцями-колоністами були знайдені поклади срібла.
Єдиної версії щодо походження назви немає. Головна версія запевняє, що в 40-х роках 17 століття тут був організований видобуток срібла якимось білгородським купцем. За місцевими переказами поблизу Білої гори німцями-колоністами були знайдені поклади срібла.

## Символіка
Щит перетнуто на лазурове та чорне поле. В центрі щита срібний порожнистий півмісяць, повернутий "рогами" у верхній лівий кут щита. Герб прикрашено срібним декоративним картушем, золотою сільською короною з п'яти колосків та лазуровою дивізною стрічкою із назвою гербоносія.
Лазуровий колір символізує ріку Сіверський Донець на півночі від села. Символічно відсилає до козацтва, герби яких, зараз зображають на лазурових щитах.
Чорний колір символізує родючі ґрунти та багатство надр і зв'язок поколінь. Також чорний колір означає силу і прагнення до перемоги, терпіння, твердість, мудрість та честь.
Срібний півмісяць символізує алхімічний символ срібла, відсилаючи до назви села (герб є промовистим).
Символіка не є офіційною і створена в рамках проєкту "Донеччина в Гербах".

## Історія

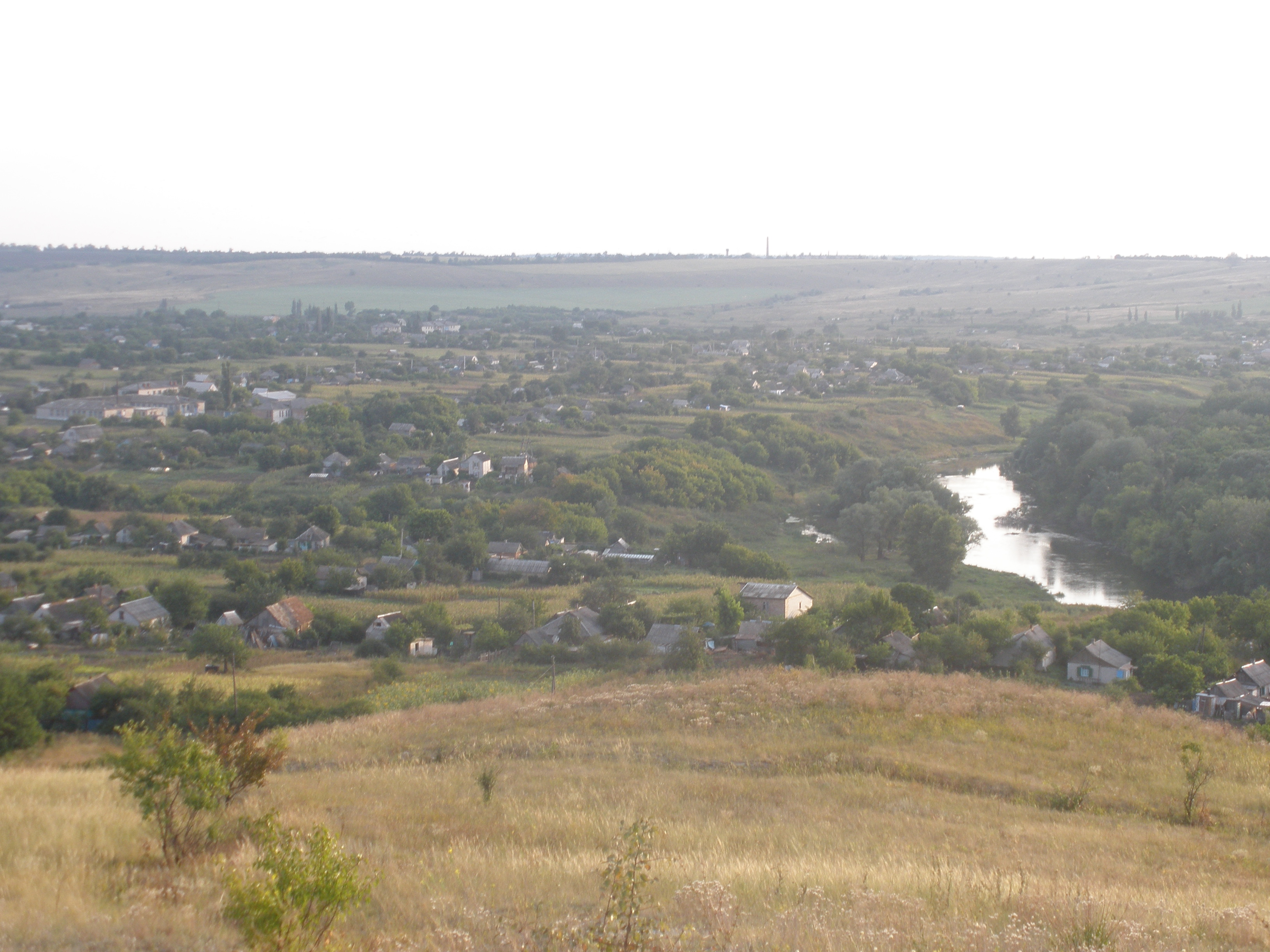
Вид на село з Мар'їної гори.

За різними джерелами на місці теперішньої Серебрянки на початку XVIII століття було засноване поселення козаків, які сплавляли ліс по Дінцю. Від запоріжців залишилась срібна назва.
Весною 1753 року за наказом імператриці Єлизавети Петрівни була створена охоронна смуга на південному напрямку. З метою підтримання належного порядку до військових поселень запрошуються сербські війська. Село Серебрянка було перейменовано в Серебрянський шанець або Першу роту. Ця назва протрималась до 1800 року.
Виникло на місці запорізького козацького зимівника (на правому березі Сіверського Дінця), який належав спершу до Кальміуської паланки, а потім — Барвінківської паланки. На протилежному (лівому) березі річки було поселення «Сплави» з поромною переправою — єдиною на Сіверському Дінці (Гільденштедт, 31 серпня 1774 р.).
У 1753 р. — місце розташування першої роти пікінерного полку Слов'яносербії. За місцевими переказами поблизу Білої гори німцями-колоністами були знайдені поклади срібла. Звідси назва села — «Сріблянка».

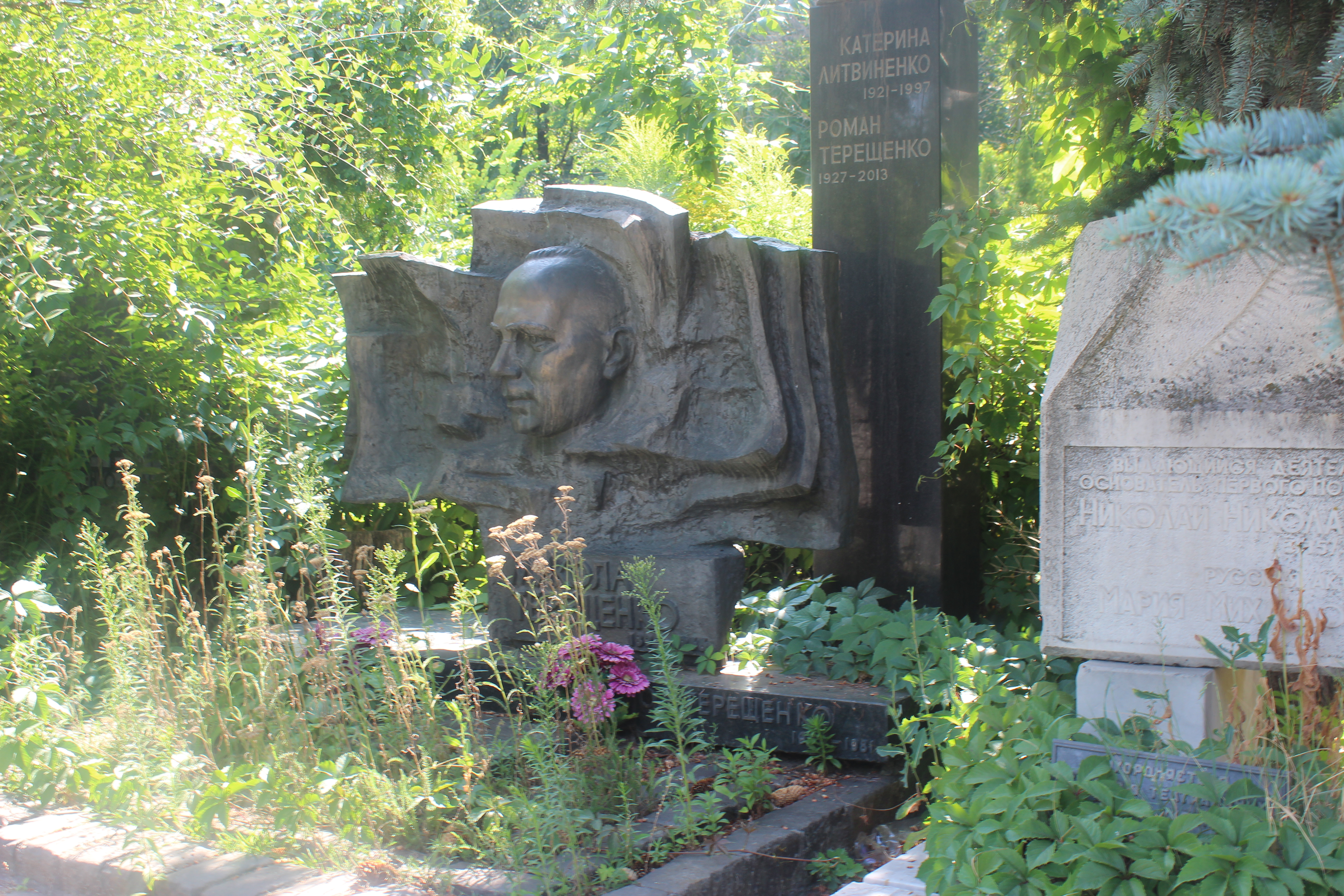
Сріблянка на межі XIX—XX ст.

Свято-Преображенський храм села Серебрянка, збудований в 1754–1760 роках, є найстарішою культовою спорудою Бахмутського району. Цей Храм має архітектурну та історичну цінність. В ньому похований заселитель села Серебрянка (Першої Роти) генерал Райко Депрерадович. Тут і донині зберігається ікона, яку він привіз зі своє батьківщини — Сербії.
За даними 1859 року Серебрянка (Новоселівка, Новомойсеївка), панське село, над Сіверським Дінцем, 105 господ, 626 осіб, православна церква, ярмарок.
В 1875 році в селі відкрито земську школу.
У 1880 році поблизу Серебрянки в Сосоєвій балці виявлено пласти вугілля, було закладено шурф, але через велику водоносність роботи припинилися.

### Російсько-українська війна
Під час російської навали 2022 року в травні російські загарбники зробили кілька невдалих спроб форсувати Сіверський Донець.
8 травня 2022 року Силами Оборони України було розбито російську переправу на захід від села (з координатами 48°56′19″ пн. ш. 38°03′37″ сх. д. / 48.938486° пн. ш. 38.060246° сх. д. або 48°56′18″ пн. ш. 38°03′36″ сх. д. / 48.938332° пн. ш. 38.059901° сх. д.).

## Походження назви
- У 1744 році з Петербурга був спрямований учений, який оглянув шурф на Мар'їній горі навпроти хутора Сухарева і місця біля Ямполя, в гирлі річки Бахмут. У той час село отримало свою назву — Серебрянка[6]
- Низка авторитетних джерел, серед яких Енциклопедія українознавства (Гол. ред. Володимир Кубійович. — Париж; Нью-Йорк: Молоде Життя, 1954—1989), щоденники Микити Шаповала початку XX ст. (Шаповал Микита. Схема життєпису (автобіографічний шкіц) (упорядкував С. Зеркаль). Нью-Йорк 1956), сучасна наукова література тощо вживає назву «Сріблянка».

У той же час, на сьогодні адміністративно чинною є назва «Серебрянка», як така, що закріпилася за радянських часів.

## Пам'ятки природи
Над селом височіє Мар'їна гора — ботанічна пам'ятка природи місцевого значення (місцеві назви ще — Біла гора, Піщана гора).

## Видатні особистості
- Шаповал Микола Юхимович (1886, Сріблянка — 1948) — військовий, громадський і політичний діяч, генерал-хорунжий УНР.[8]
- Шаповал Микита Юхимович (8 червня (26 травня) 1882 — 25 лютого 1932) — політичний і громадський діяч, публіцист, соціолог, поет, член Центральної Ради.
- Галич Олександр Андрійович (нар. 1948) — доктор філологічних наук, професор.
- Галич Володимир Андрійович (нар. 1957) — кандидат математичних наук, доцент.
- Жученко Григорій Прокопович — Герой Радянського Союзу, військовий льотчик, генерал-майор, який жив та навчався в Серебрянській школі
- Сирих Віктор Михайлович — педагог-організатор шкільної освіти на Донбасі.

## Світлини села

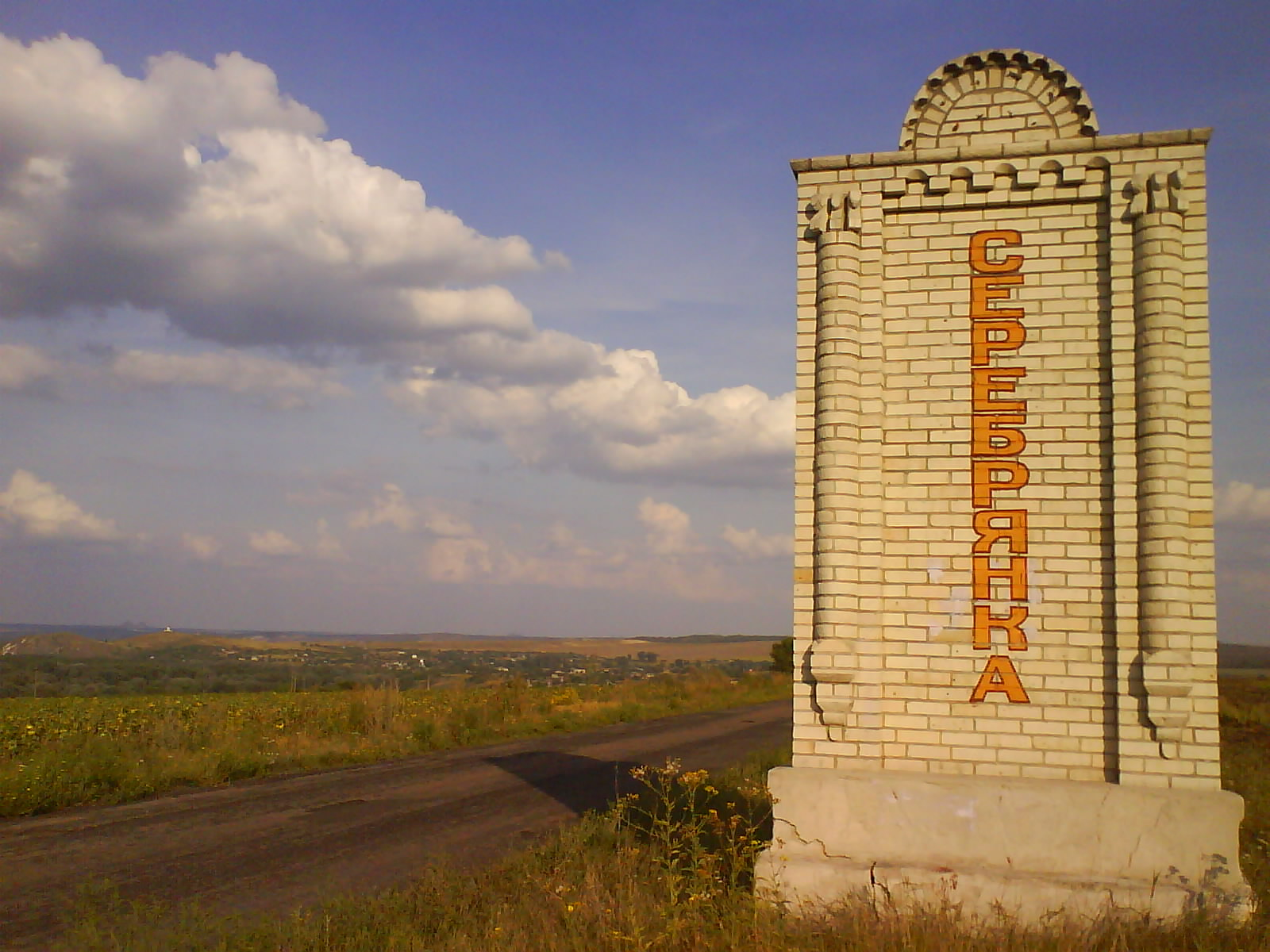
Стела при в'їзді до села Сріблянка.
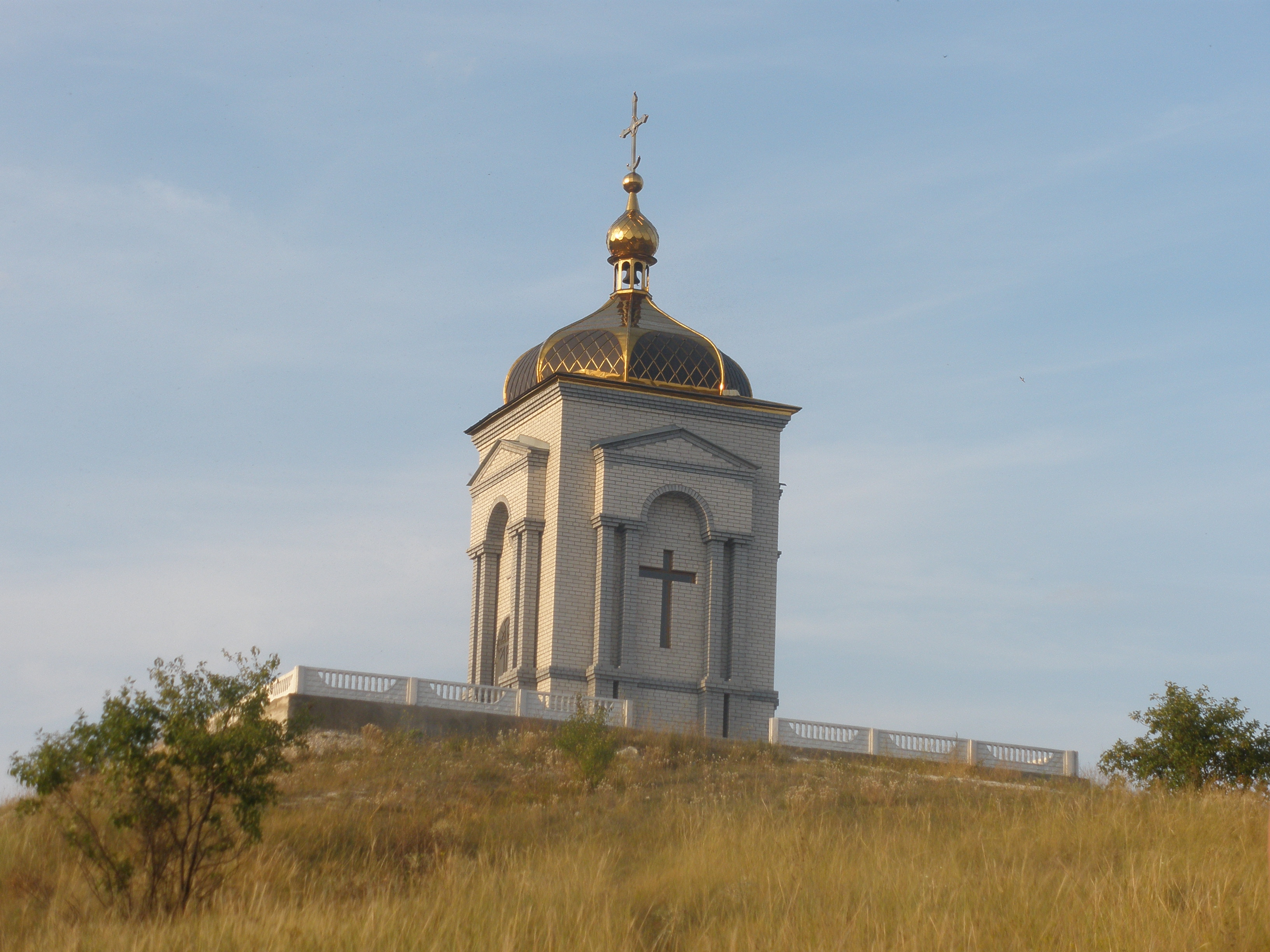
Сріблянська каплиця.
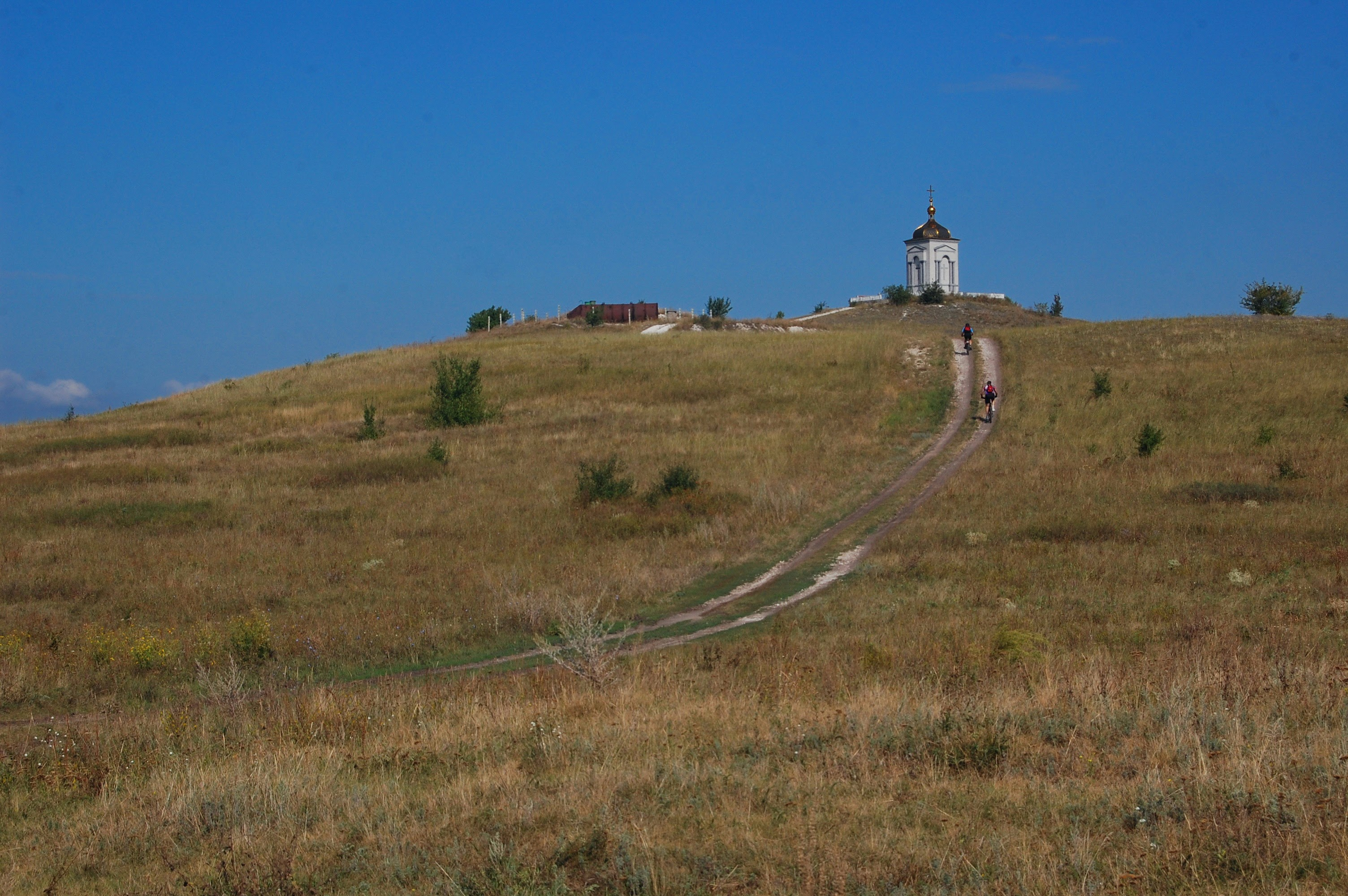
Мар'їна гора — пам'ятка природи місцевого значення.
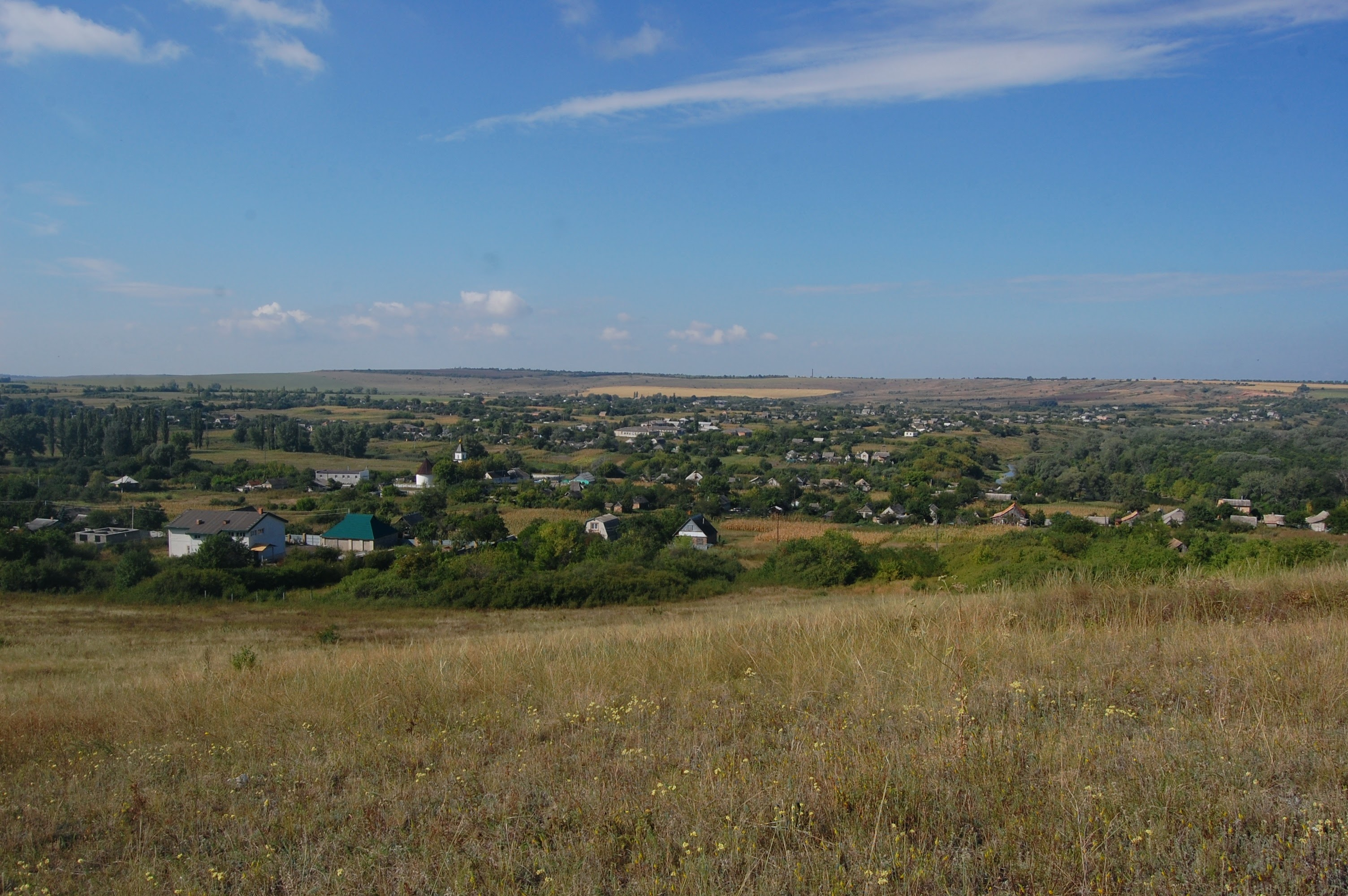
Серебря́нка (Сріблянка)
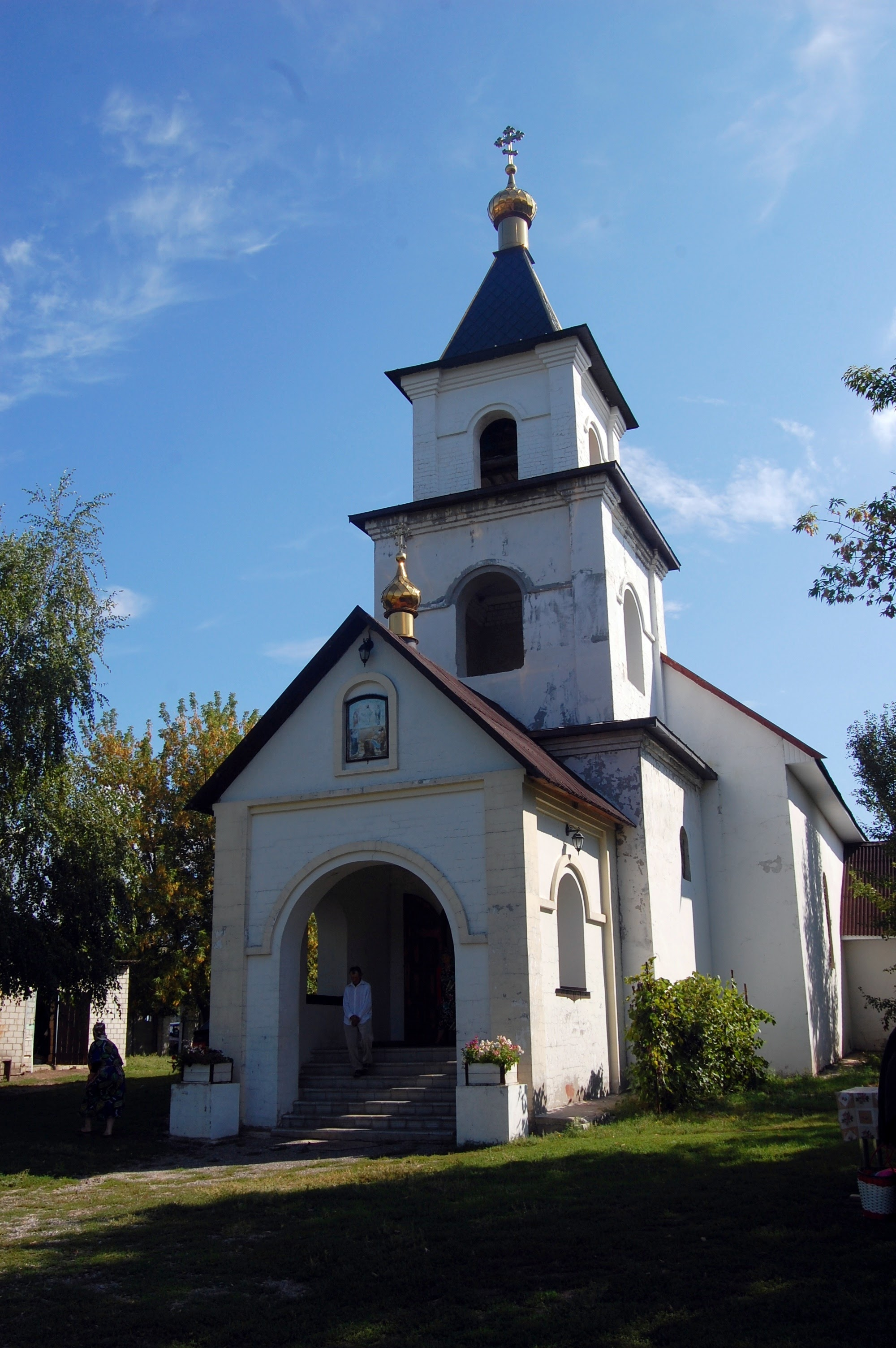
Свято-Преображенський храм,1754–1760
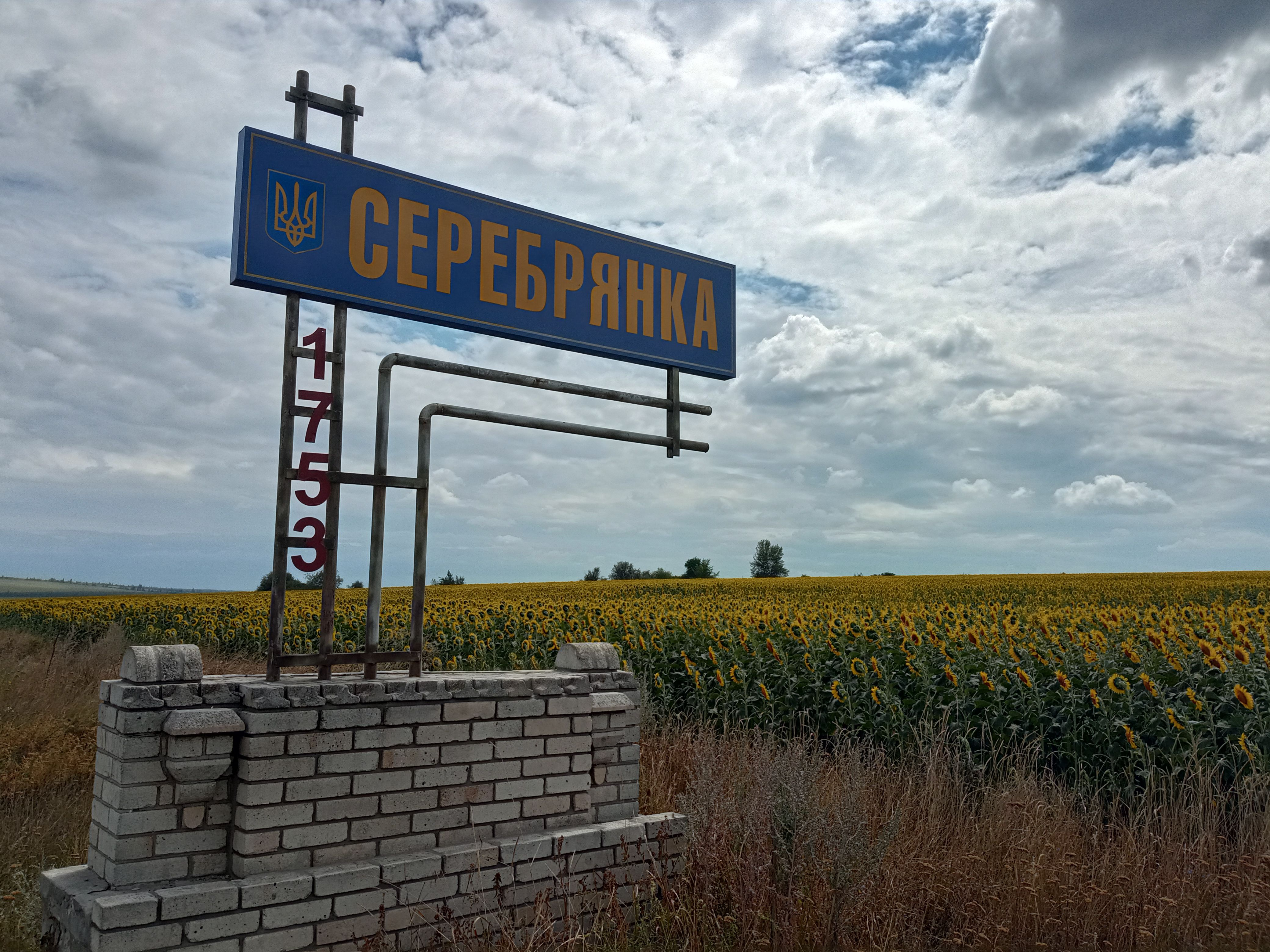
Вказівник
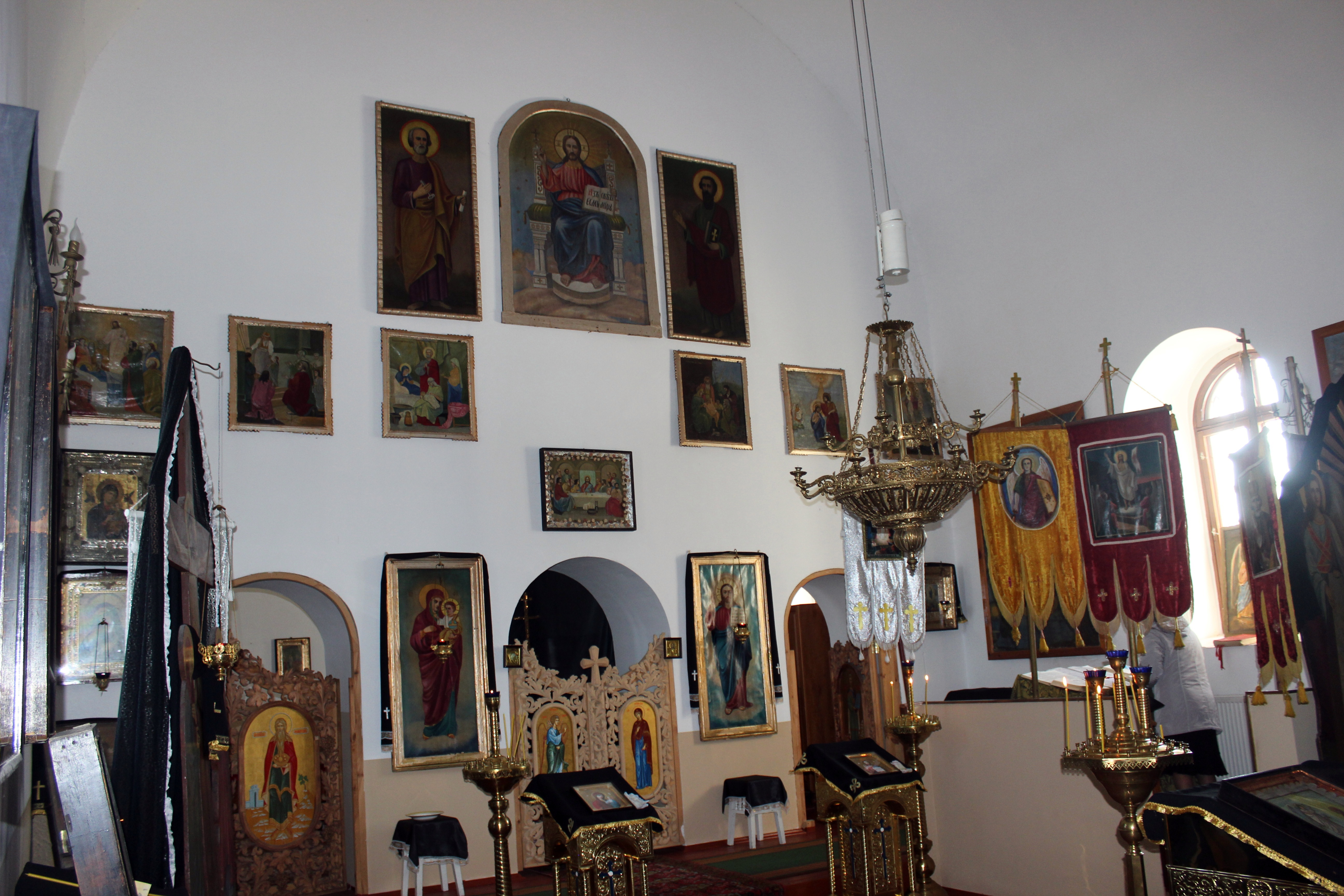
Свято-Преображенський храм
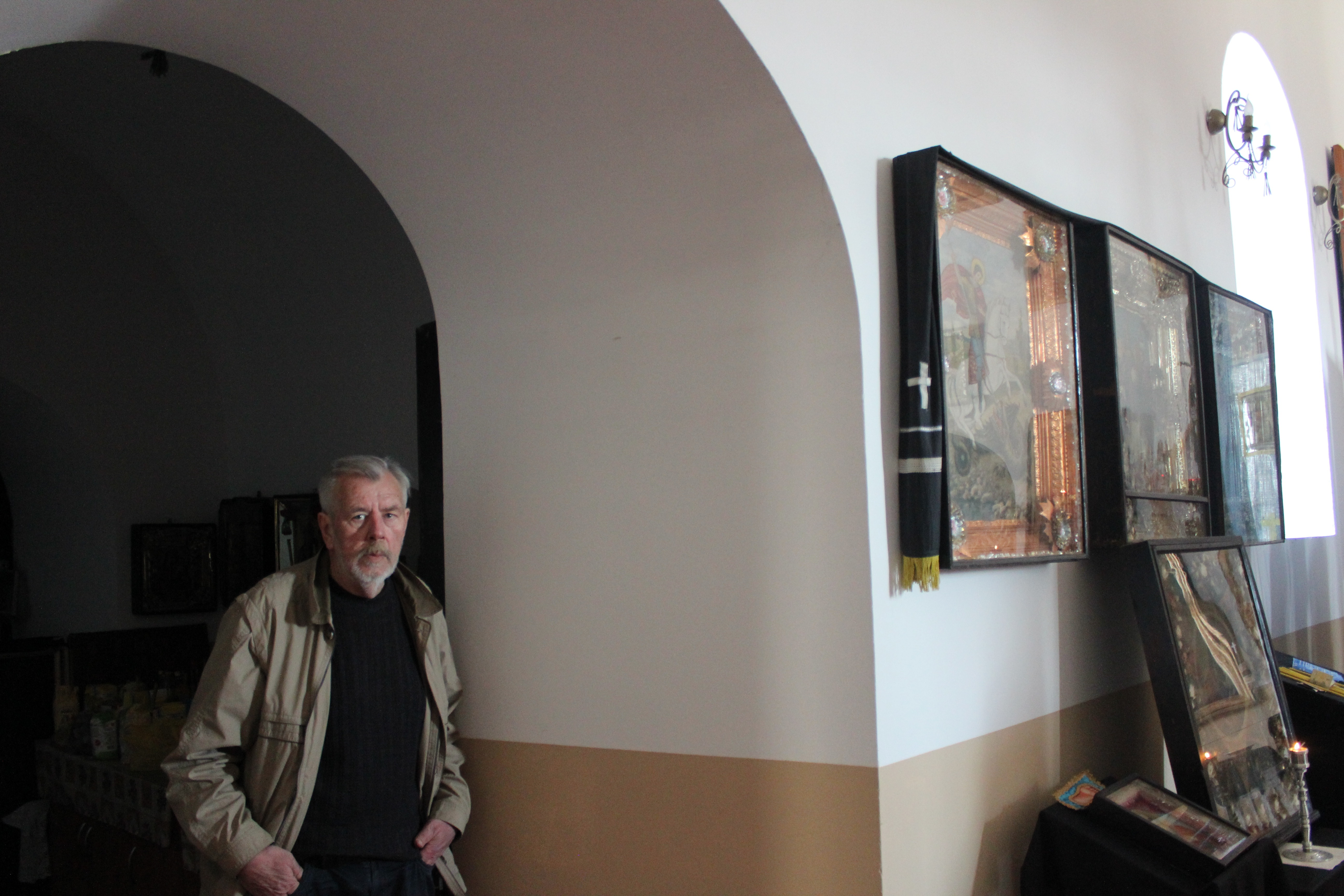
М.Ломако у храмі
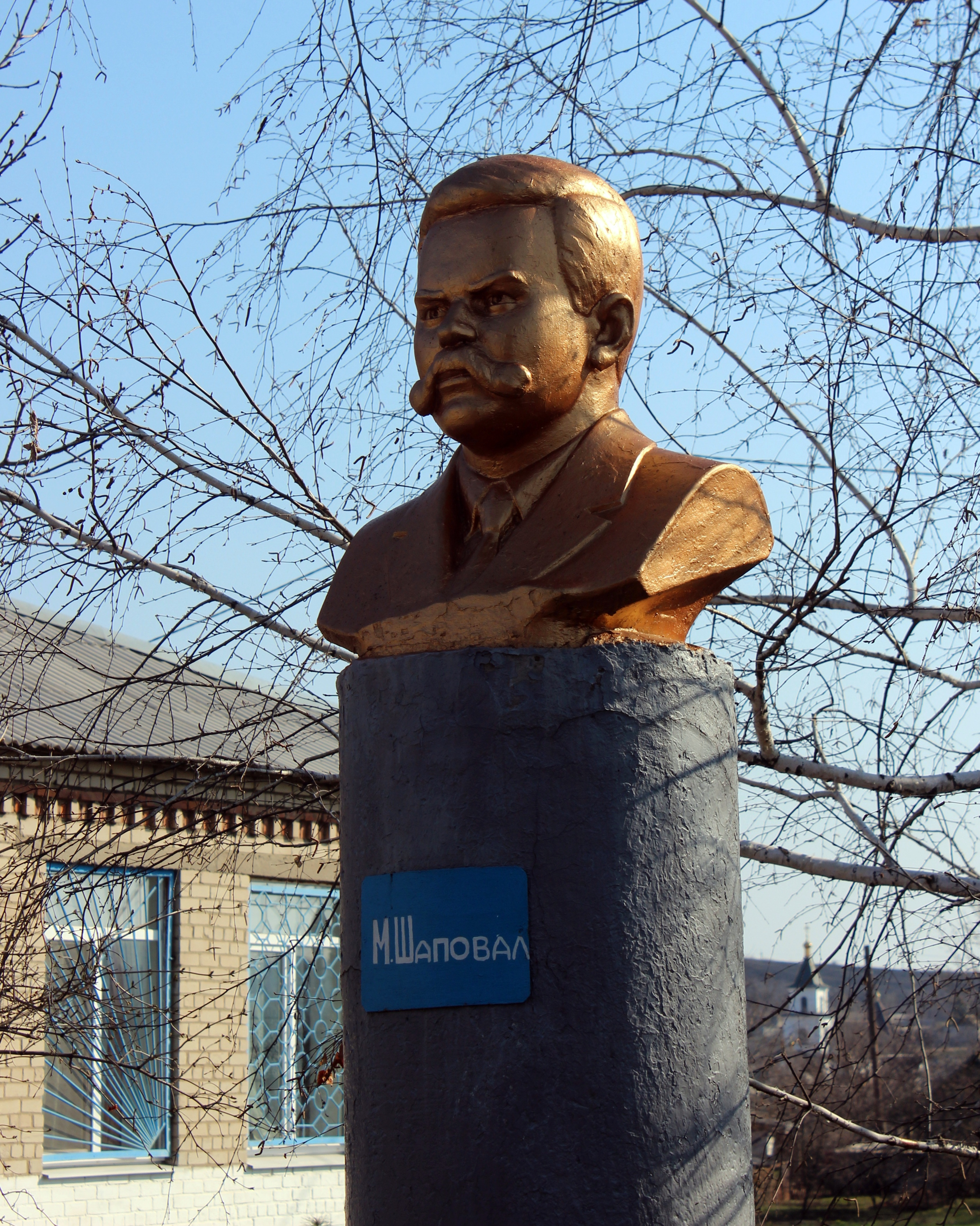
М.Шаповал
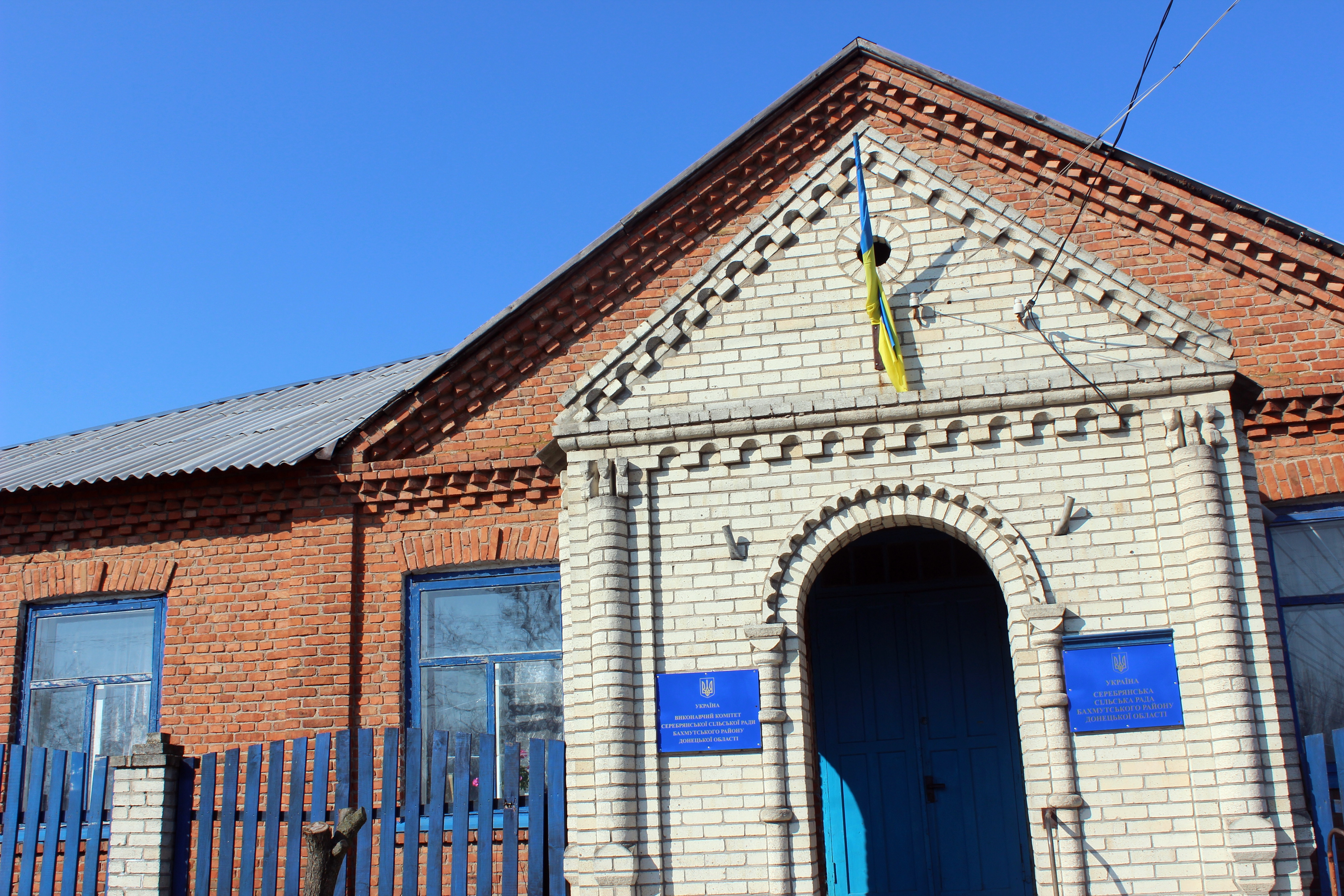
сільрада
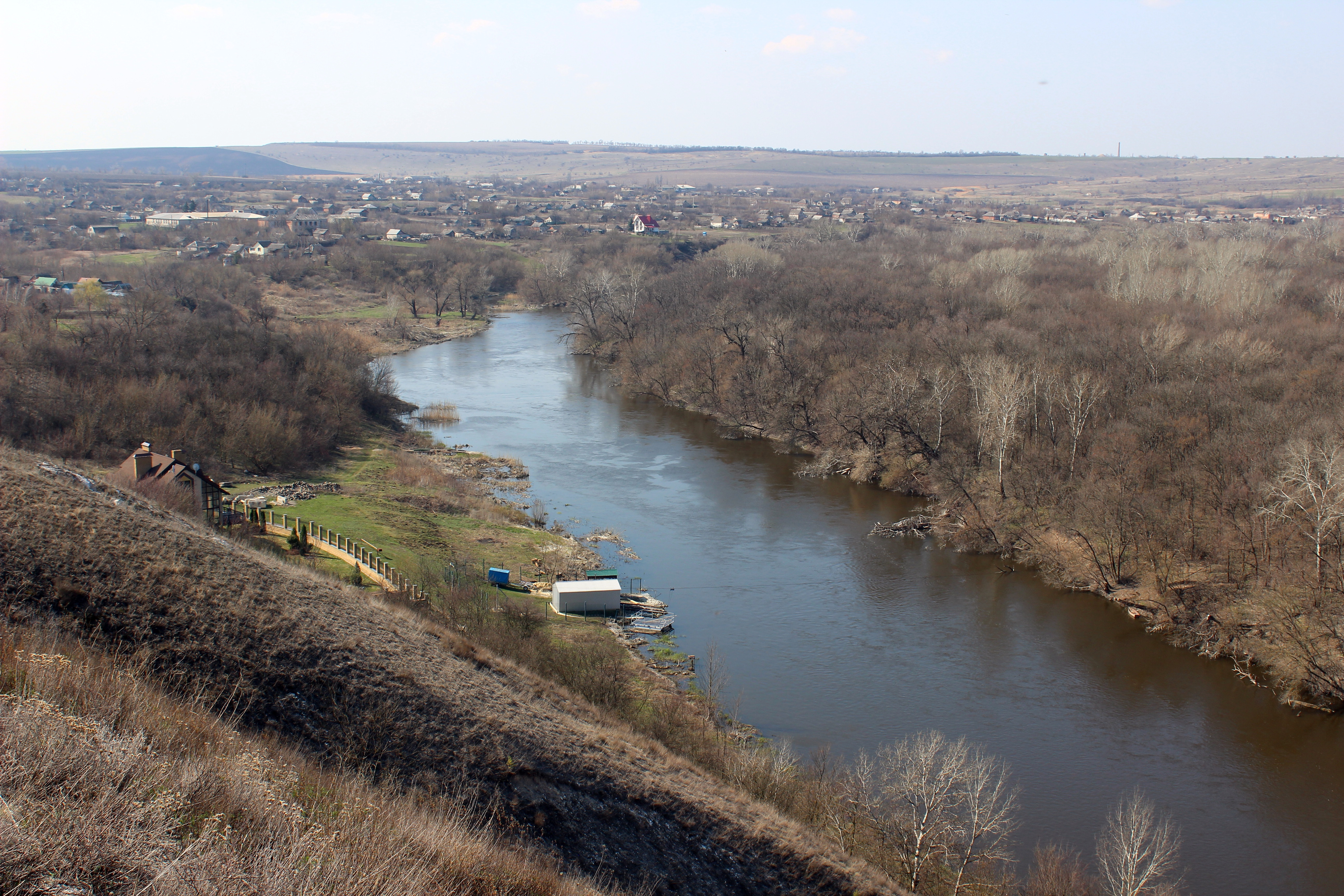
паром
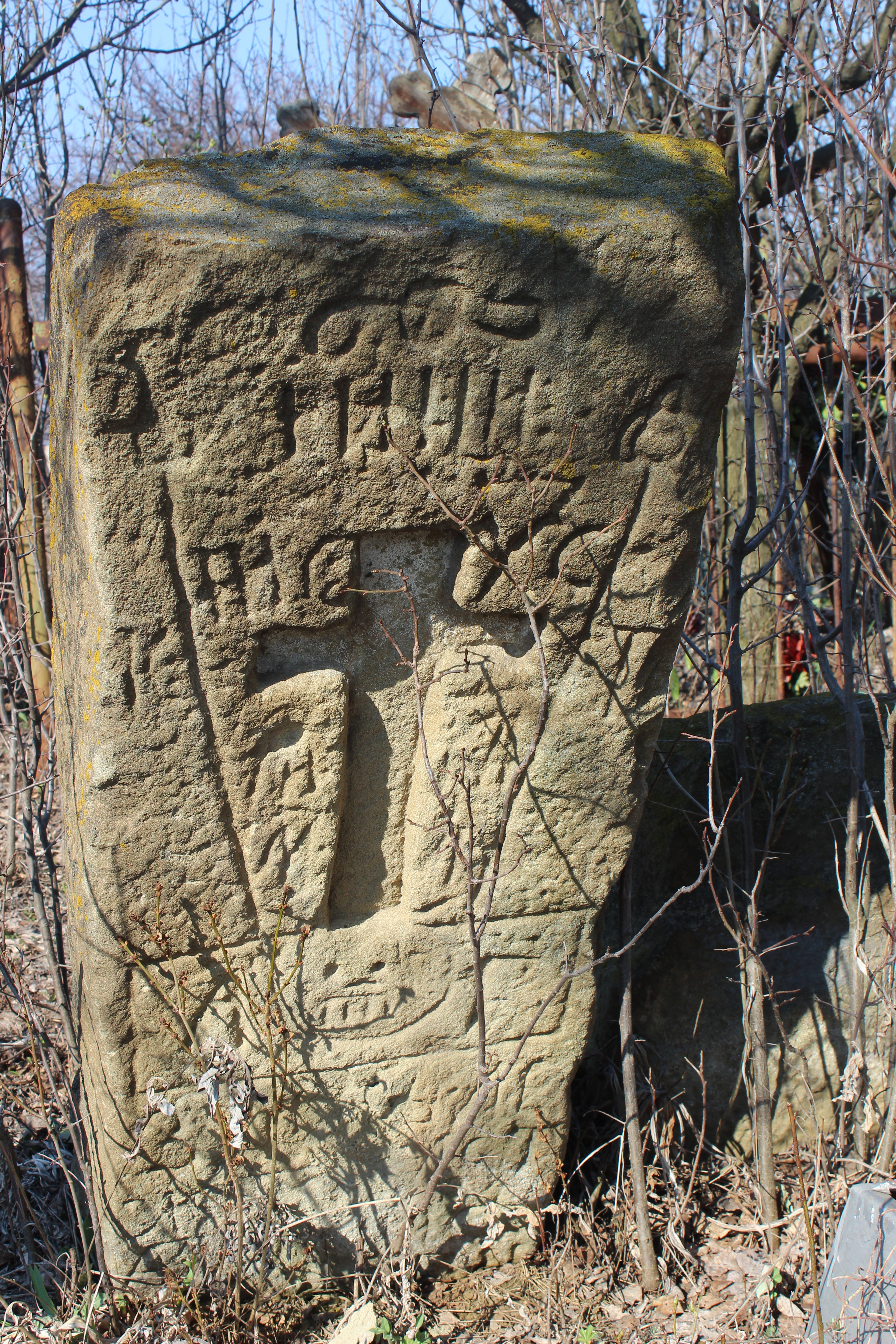
Сербські могили
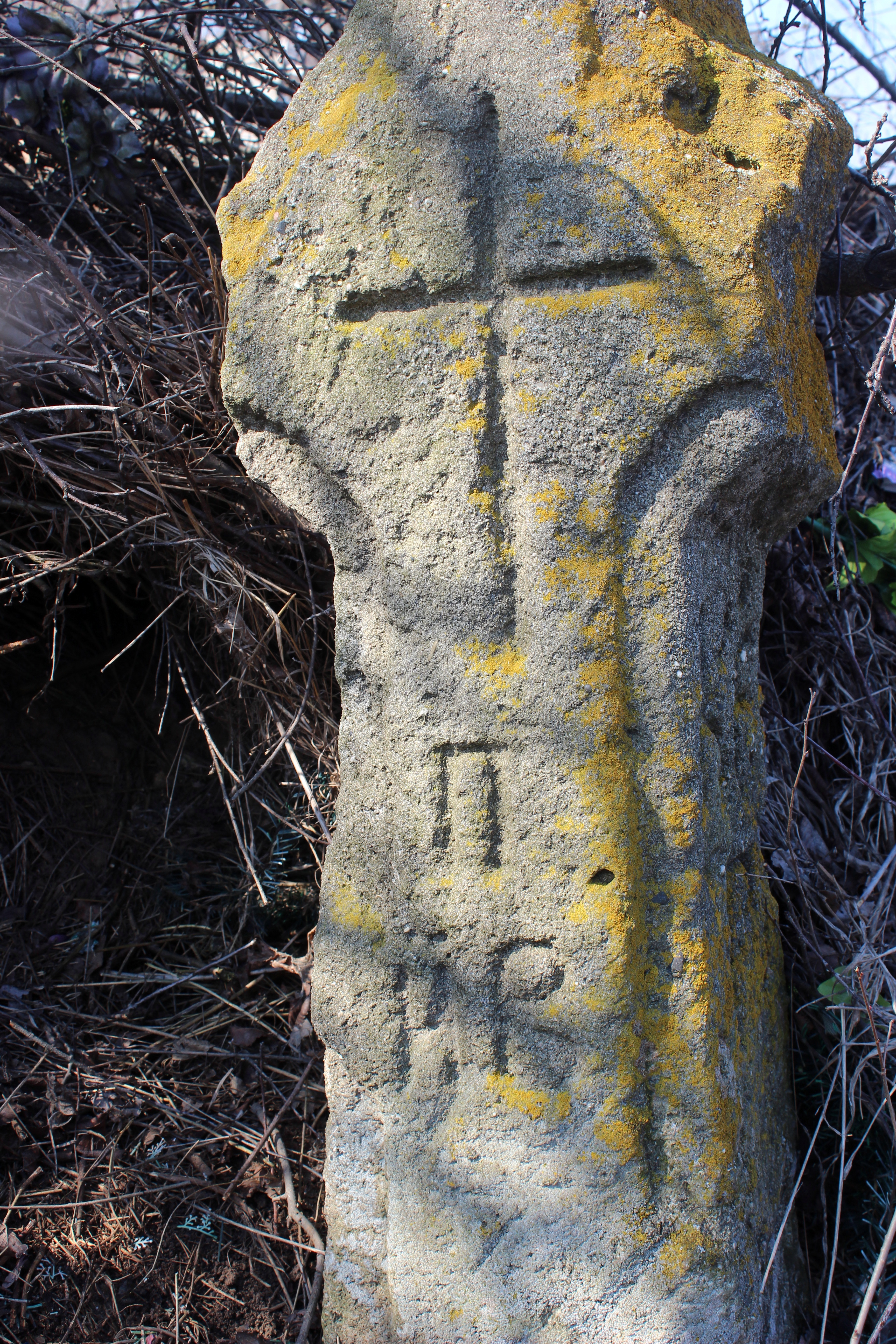
Сербські могили